# Liste von Bildungseinrichtungen in St. Kitts und Nevis
Die Liste von Bildungseinrichtungen in St. Kitts und Nevis enthält weiterführende Schulen (High Schools und Secondary Schools) sowie Hochschulen und Colleges auf St. Kitts und Nevis, jedoch keine Vorschulen oder Grundschulen.

## Weiterführende Schulen

### St. Kitts
1st-5th form (ähnlich dem Britischen Bildungssystem)
- Cayon High School, 1971 gegründet, 2020 besuchten mehr als 500 Schüler die Schule[1]
- Washington Archibald High School
- Verchilds High School
- Charles E. Mills Secondary School (CEMSS), vormals Sandy Point High School
- Saddlers Secondary School
- Basseterre High School
- Immaculate Conception Catholic School (ICCS), eine katholische Privatschule, vormals St. Theresa’s Convent High School
- St. Kitts International Academy (Ski Academy), eine Privatschule

### Nevis
- Charlestown Secondary School
- Gingerland Secondary School
- Nevis International Secondary School (NISS), eine Privatschule

## Colleges und Hochschulen
- Clarence Fitzroy Bryant College
- International University of the Health Sciences
- Ross University School of Veterinary Medicine
- Robert Ross International University of Nursing
- University of Medicine and Health Sciences
- Windsor University School of Medicine
- University of the West Indies
- International University for Graduate Studies
- Medical University of the Americas
- St. Theresa’s Medical University (St. Kitts)